# Ascanio Maria Sforza
Ascanio Maria Sforza (Cremona, 3 marzo 1455 – Roma, 28 maggio 1505) è stato un cardinale italiano, conosciuto per la sua abilità diplomatica, che giocò un ruolo fondamentale nell'elezione di Rodrigo Borgia come papa Alessandro VI.

## Biografia
Ascanio Sforza nacque a Cremona, quintogenito di Francesco Sforza, Duca di Milano, e Bianca Maria Visconti, fratello minore di due Duchi Milanesi, Galeazzo Maria Sforza e Ludovico il Moro.
Ancora adolescente Ascanio fu predestinato al posto di cardinale da Guillaume d'Estouteville, che voleva ottenere in questo modo l'appoggio di Galeazzo Maria Sforza per la sua candidatura al trono papale nel 1471.

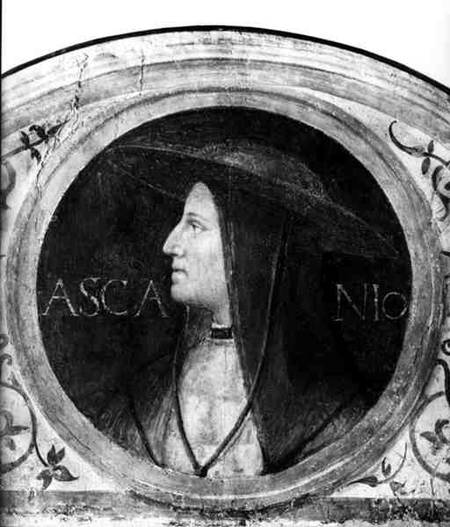
Il cardinale Ascanio Sforza. Lunetta di Bernardino Luini (1522/26), proveniente dalla Casa degli Atellani a Milano, oggi conservata nel Museo d'arte antica del Castello Sforzesco di Milano.

La tiara venne data infine a Francesco della Rovere (papa Sisto IV) e l'investitura cardinalizia venne posticipata. Sisto IV decise di farlo comunque cardinale nel 1477, ma il Collegio dei Cardinali rifiutò di accettarlo. In ogni caso Ascanio divenne poi vescovo di Pavia nel 1479. 

### Cardinale
Nel 1484 venne fatta nuovamente richiesta per l'ammissione, e finalmente nel 1484 Ascanio venne proclamato cardinale diacono dei Santi Vito e Modesto in Macello Martyrum, entrando a Roma pochi giorni dopo la morte di Sisto IV.
La nomina formale non venne tenuta e alcuni cardinali obiettarono alla sua partecipazione al conclave seguente. Grazie al cardinale Rodrigo Borgia, però, Ascanio venne ricevuto con tutti gli onori cardinalizi e contribuì all'elezione di Giovanni Battista Cybo a papa Innocenzo VIII.
Nel 1488, per suo volere, in qualità di vescovo di Pavia, sul luogo delle due gemelle basiliche romaniche di Santo Stefano e di Santa Maria del Popolo diede avvio alla costruzione del nuovo Duomo di Pavia, alla cui progettazione chiamò lo scultore e architetto lombardo Giovanni Antonio Amadeo e di cui si conserva anche il modello ligneo risalente al 1497.

Commendatario della Basilica di Sant'Ambrogio di Milano dal 1489, al cardinale era già stata affidata in commenda la famosa abbazia di Chiaravalle, avviata a nuovi splendori, e a questa volle pertanto unire anche la nuova comunità cistercense di S. Ambrogio, per la quale decise la ricostruzione degli ambienti conventuali. A quei tempi vi erano ancora sei monaci benedettini che furono prontamente "licenziati" per farvi risiedere i monaci dell'ordine cistercense. Ma il suo progetto era ancora più organico se nel 1497 formalizzò l'unione della congregazione lombarda dell'Ordine cistercense lombardo con quella toscana. Nello stesso anno è la figura chiave dell'impresa della riedificazione dei quattro chiostri del cistercense ex monastero di Sant'Ambrogio a Milano, affidata al Bramante e proseguita dall'Amadeo.

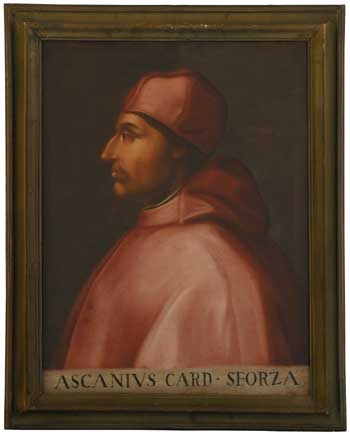
Ritratto postumo del cardinale Ascanio, 1755,

Durante il pontificato di Innocenzo VIII, Ascanio fu la spia del fratello nella Santa Sede. Il suo scopo principale fu quello di riconciliare Ferrante I di Napoli con gli Sforza. Nel marzo del 1486 Ascanio discusse con il Cardinale Jean Balue, ambasciatore della Francia a Roma. Questi suggeriva che il Papa dovesse sollecitare Renato d'Angiò a riprendere i suoi diritti al trono Napoletano. La disputa divenne così violenta che Innocenzo, di solito esitante ad interferire con i suoi inferiori, ordinò loro di smetterla. Nello sforzo di rendere alleati Napoli e Milano Ascanio incontrò Ferrandino principe di Capua, nipote di Ferrante, nel suo palazzo in Trastevere nel maggio del 1492.

### Vice cancelliere
Nel Conclave dell'agosto 1492, dopo aver fallito nell'ottenere la tiara per se stesso, Ascanio promise il suo voto a Rodrigo Borgia, Vice-Cancelliere della Curia Romana, in cambio della sua collaborazione. Questi divenne poi Papa grazie alle manovre di Ascanio, diventando così Papa Alessandro VI e elesse Ascanio suo Vice-Cancelliere, facendolo divenire di fatto "primo ministro" del Vaticano. Per rinforzare l'alleanza tra le famiglie Ascanio organizzò il matrimonio di Giovanni Sforza, suo cugino e governatore di Pesaro, con Lucrezia Borgia, la figlia illegittima del Papa.

### L'invasione francese
L'amicizia tra Ascanio e Papa Alessandro VI terminò quando la Francia invase l'Italia nel settembre del 1494. Conscio delle macchinazioni del Cardinale Giuliano della Rovere, Alessandro VI decise di resistere alla Francia. Ludovico Sforza era alleato segretamente col re Carlo VIII di Francia, e Ascanio tradì il Papa chiedendo la sua deposizione. A seguito del trionfo papale sul Re, Milano abbandonò la Francia e Ascanio venne riammesso in Vaticano, senza però più cercare di riconquistare i favori del Papa. Quando Giovanni Borgia, figlio del Papa, venne pugnalato nel 1497, Ascanio venne accusato dell'assassinio ma assolto dal Pontefice.
Quando la Francia invase di nuovo l'Italia con la collaborazione della Santa Sede Ascanio vide la caduta di Ludovico Sforza e la sua prigionia. Nel Conclave del 1503 fece un inutile tentativo di succedere ad Alessandro VI, scontrandosi con il Cardinale Della Rovere e con il candidato francese Georges d'Amboise. Alla morte di Papa Pio III il mese stesso della sua incoronazione Ascanio ritentò l'ascesa, ma Giuliano della Rovere ebbe la meglio e divenne Papa Giulio II.
Sconfitto, morì nel 1505.
Ad Ascanio Sforza è intitolata un'importante arteria di Milano che costeggia la riva sinistra del Naviglio Pavese per circa 1,5 km in direzione di Pavia.

## Araldica
| Stemma | Blasonatura |
| ------ | --- |
|        | Ascanio Maria Sforza Visconti Cardinale Inquartato: nel primo e nel quarto, d'argento, al Biscione visconteo d'azzurro, ondeggiante in palo, coronato all'antica d'oro, ingolante per metà un putto ignudo di rosso, posto in fascia e in maestà, con le braccia aperte (dei Visconti); nel secondo e nel terzo, inquartato, nel primo e nel quarto, di rosso, alla nebulosa d'argento, raggiata d'oro, nel secondo e nel terzo, fasciato innestato d'azzurro e d'argento di tre pezzi. Lo scudo accollato a una croce astile d'oro, posta in palo, e timbrato da un galero cordonato e nappato di rosso, in numero di trenta, quindici per parte, in cinque ordini di 1, 2, 3, 4, 5. |

## Ascendenza
|                        |                        |                      | Genitori           |  |  | Nonni |  |  | Bisnonni           |  |  | Trisnonni         |  |
|                        |                        |                      |                    |  |  |       |  |  | Giovanni Attendolo |  |  | Giacomo Attendolo |  |
|                        |                        |                      |                    |  |  |       |  |  | Giovanni Attendolo |  |  | Giacomo Attendolo |  |
|                        |                        | …                    |                    |  |  |       |  |  | Giovanni Attendolo |  |  |                   |  |
| Giacomo Attendolo      |                        |                      |                    |  |  |       |  |  | Giovanni Attendolo |  |  |                   |  |
|                        |                        | Elisa Petraccini     | Ugolino Petraccini |  |  |       |  |  |                    |  |  |                   |  |
|                        |                        | Elisa Petraccini     | Ugolino Petraccini |  |  |       |  |  |                    |  |  |                   |  |
|                        |                        | Elisa Petraccini     | …                  |  |  |       |  |  |                    |  |  |                   |  |
| Francesco I Sforza     |                        | Elisa Petraccini     |                    |  |  |       |  |  |                    |  |  |                   |  |
|                        |                        | …                    | …                  |  |  |       |  |  |                    |  |  |                   |  |
|                        |                        | …                    | …                  |  |  |       |  |  |                    |  |  |                   |  |
|                        |                        | …                    | …                  |  |  |       |  |  |                    |  |  |                   |  |
| Lucia Terzani          |                        | …                    |                    |  |  |       |  |  |                    |  |  |                   |  |
|                        |                        | …                    | …                  |  |  |       |  |  |                    |  |  |                   |  |
|                        |                        | …                    | …                  |  |  |       |  |  |                    |  |  |                   |  |
|                        |                        | …                    | …                  |  |  |       |  |  |                    |  |  |                   |  |
| Ascanio Maria Sforza   |                        | …                    |                    |  |  |       |  |  |                    |  |  |                   |  |
|                        | Gian Galeazzo Visconti | Galeazzo II Visconti |                    |  |  |       |  |  |                    |  |  |                   |  |
|                        | Gian Galeazzo Visconti | Galeazzo II Visconti |                    |  |  |       |  |  |                    |  |  |                   |  |
|                        | Gian Galeazzo Visconti | Bianca di Savoia     |                    |  |  |       |  |  |                    |  |  |                   |  |
| Filippo Maria Visconti | Gian Galeazzo Visconti |                      |                    |  |  |       |  |  |                    |  |  |                   |  |
|                        |                        | Caterina Visconti    | Bernabò Visconti   |  |  |       |  |  |                    |  |  |                   |  |
|                        |                        | Caterina Visconti    | Bernabò Visconti   |  |  |       |  |  |                    |  |  |                   |  |
|                        |                        | Caterina Visconti    | Regina della Scala |  |  |       |  |  |                    |  |  |                   |  |
| Bianca Maria Visconti  |                        | Caterina Visconti    |                    |  |  |       |  |  |                    |  |  |                   |  |
|                        |                        | Ambrogio del Maino   | …                  |  |  |       |  |  |                    |  |  |                   |  |
|                        |                        | Ambrogio del Maino   | …                  |  |  |       |  |  |                    |  |  |                   |  |
|                        |                        | Ambrogio del Maino   | …                  |  |  |       |  |  |                    |  |  |                   |  |
| Agnese del Maino       |                        | Ambrogio del Maino   |                    |  |  |       |  |  |                    |  |  |                   |  |
|                        |                        | ?...Negri            | …                  |  |  |       |  |  |                    |  |  |                   |  |
|                        |                        | ?...Negri            | …                  |  |  |       |  |  |                    |  |  |                   |  |
|                        |                        | ?...Negri            | …                  |  |  |       |  |  |                    |  |  |                   |  |
|                        |                        | ?...Negri            |                    |  |  |       |  |  |                    |  |  |                   |  |